# Watten (Nord)
Watten település Franciaországban, Nord megyében. Lakosainak száma 2567 fő (2022. január 1.). Watten Cappelle-Brouck, Holque, Millam, Saint-Momelin, Wulverdinghe, Serques, Éperlecques és Houlle községekkel határos.

## Népesség
A település népessége az elmúlt években az alábbi módon változott:
| Lakosok száma | 2523 | 2549 | 2593 | 2563 | 2602 | 2599 | 2587 | 2577 | 2567 |
|               | 2013 | 2015 | 2016 | 2017 | 2018 | 2019 | 2020 | 2021 | 2022 |